# Microcrambus mercury
Microcrambus mercury là một loài bướm đêm trong họ Crambidae.